# Rosalie Fänger
Rosalie Fänger (* 4. September 1900 in Kalk; † 19. Dezember 2000) war eine deutsche Politikerin (KPD).

## Biographie
Rosalie (Rosel) Königs heiratete Karl Weiß (geboren 24. September 1901 in Dortmund), das Ehepaar lebte 1939 in der Kölner Kasparstraße. Im März 1939 wurde dem Ehepaar Weiß aufgrund des Gesetzes über den Widerruf von Einbürgerungen und die Aberkennung der deutschen Staatsangehörigkeit durch Bekanntmachung im Deutschen Reichsanzeiger die deutsche Staatsangehörigkeit für verlustig erklärt.
Vom 2. Oktober bis zum 19. Dezember 1946 gehörte Rosalie Fänger als Mitglied der Kommunistischen Partei Deutschlands (KPD) dem Ernannten Landtag von Nordrhein-Westfalen während seiner ersten Ernennungsperiode an. In den Jahren 1947 und 1948 war sie Stellvertreterin von Ewald Kaiser im zweiten Zonenbeirat.